# バードメン
「バードメン」（The Birdmen）は、日本のロックバンド、thee michelle gun elephantの6thシングル。1997年10月21日、日本コロムビアより発売。

## 解説
- 前作より2か月ぶりのシングル。アルバム『Chicken Zombies』先行シングルとなった。
- この曲を引っさげ、フジテレビ系「HEY!HEY!HEY!」など多くの地上波番組に出演。
- この曲以降、短冊形の8cmCDジャケットは発売されていない。

## 収録曲
1. バードメン THE BIRDMEN (3:47)
テレビ朝日系『ぷらちなロンドンブーツ』オープニングテーマ
映画『JOKER 疫病神』主題歌
2. ロマンチック(ターキー・ブランチ・ヴァージョン) Romantic (turkey brunch version) (7:31)
3rdアルバム『Chicken Zombies』には「Broiler Dinner Version」として収録されている。

全作詞：チバユウスケ 作曲・編曲：thee michelle gun elephant